# Девинамира, Эльвира
Эльви́ра Девинами́ра Вирая́нти (индон. Elvira Devinamira Wirayanti; род. 28 июня 1993, Сурабая) — индонезийская актриса и модель, победительница конкурса красоты «Мисс Путри Индонезия 2014», участница конкурса красоты «Мисс Вселенная 2014».

## Биография
Эльвира Девинамира родилась 28 июня 1993 года в Сурабае.
Она закончила с отличием юридический факультет в Университете Аирлангга. В качестве студентки этого университета, Эльвира в 2011 году посещала столицу Республики Корея Сеул в рамках программы обмена между студентами. 
В 2012 году Эльвира посетила Гарвардский университет в качестве делегата Гарвардской модели Организации Объединенных Наций.
29 января 2014 года она стала победительницей национального конкурса красоты «Путри Индонезия 2014». Эльвира представляла Индонезию на конкурсе красоты «Мисс Вселенная 2014», который проходил в Майами. На этом конкурсе она вошла в топ-15 и получила специальный приз за «Лучший национальный костюм».
Снимается в кино, дебютировав в 2015 году в одной из ключевых ролей в фильме «Одиночка».